# 麥考利山
73°12′S 63°15′E / 73.200°S 63.250°E
麥考利山（英語：Mount McCauley）是南極洲的山峰，位於麥克羅伯特森地，屬於查爾斯王子山脈的一部分，處於舍格爾山和杜梅特山之間，該山峰在1956年由澳大利亞的探險隊發現。